# علاء الدين القهار
علاء الدين رعاية شاه القهار (توفي في 29 سبتمبر 1571) كان ثالث سلاطين سلطنة آتشيه، حكم من عام 1537 أو 1539 حتى وفاته. يعتبر من أقوى الحكام في تاريخ السلطنة وقد عزز آتشيه بشكل كبير. تميز عهد علاء الدين بزيادة الصراع مع منافسيه البرتغاليين والماليزيين وإرساله مبعوثين إلى السلطان العثماني سليمان القانوني في ستينيات القرن السادس عشر.

## الاستيلاء على السلطة
كان علاء الدين الابن الثاني للسلطان علي الدين محياة شاه، مؤسس سلطنة آتشيه. بعد وفاة أبيه عام 153، حكم ابنه الأكبر صلاح الدين لفترة لكنه لم يكن كفؤًا في حكم السلطنة. كان للملكة الأم تأثير كبير في الدولة وعينت وصيًا على العرش يُدعى رجا بونجسو. في هذه الأثناء، كان علاء الدين يحكم سامودرا باساي التي احتلتها آتشيه عام 1524. نظرًا لعدم رضاه عن الأوضاع في العاصمة، قام بانقلاب ملكي في 1537 أو 1539، وقتل رجا بونجسو، وسجن أخاه صلاح الدين والملكة الأم ست هور، التي توفيت بعد سنوات في 1548.

## الفتوحات في سومطرة
بدأت حملات علاء الدين عام 1539 عندما شن حربًا على شعب الباتاق الذي عاش جنوب آتشيه. ويذكر الرحالة البرتغالي فرناو مندش بنتو أن السلطان طلب من ملك الباتاق اعتناق الإسلام، فهاجمه عندما رفض. وبحسب ما ورد كان جيش آتشيه يضم وحدات من الأتراك ورجالاً من كامباي ومليبار. بعد هذه الحملة، هاجم علاء الدين مملكة آرو (سلطنة دلي لاحقًا)، وقتل حاكم آرو في عام 1539، لكن جيش سلطنة جوهر أجبره على الانسحاب في حوالي عام 1540، وأصبحت آرو لاحقًا تابعة لجوهر حتى عام 1564.

## العلاقات مع الدولة العثمانية
من أجل تعزيز قضيته، أرسل علاء الدين مبعوثين إلى السلطان العثماني سليمان القانوني، حوالي 1561-1562، يطلب المساعدة ضد البرتغاليين الكفار. في هذا الوقت، أدت الممارسات المفترسة للسفن البرتغالية إلى جعل الطريق البحري فوق المحيط الهندي خطيرًا على سفن المسلمين. لذلك تطور طريق بديل لتجارة الفلفل منذ حوالي عام 1530، حيث جلب التجار الكجراتيون والعرب والأتراك والأتشيهون التوابل مباشرة من آتشيه إلى البحر الأحمر دون الاقتراب من معاقل البرتغاليين في مضيق ملقا . أُرسلت المدفعية التركية إلى آتشيه بحلول عام 1564، وأظهر السلطان العثماني سليم الثاني، حماسًا لدعم سكان آتشيه. لكن اندلع تمرد المطهر في اليمن وكان لا بد من استدعاء الأسطول هناك. ومع ذلك، وصلت سفينتان تحملان ذخائر وخبراء عسكريين إلى آتشيه، وبدا أن الطاقم ظل في خدمة علاء الدين. وقد شاركوا في حملة عام 1568، بينما استخدم سكان آتشيه أيضًا الأسلحة التركية في معركة بحرية جديدة مع البرتغاليين عام 1570. ومع ذلك، كانت المعركة، التي دارت بالقرب من ميناء آتشيه الرئيسي، فاشلة، وتكبد أسطول آتشيه خسائر فادحة. تفسر المدفعية البرتغالية المتفوقة والسفن الأكثر قوة جزءًا من إخفاقات آتشيه المتكررة، والتي لم تتمكن المساعدة التركية من تعويضها. 

## وفاته
توفي السلطان علاء الدين القهار في 28 سبتمبر 1571، كما يتضح من النقش الموجود على قبره. وخلفه ابنه السلطان علي رعاية شاه الأول. على الرغم من أن السلطان علاء الدين لم يكن ناجحًا عسكريًا في الواقع ضد ملقا البرتغالية، إلا أن عهده شهد بداية المد العالي لقوة آتشيه.